# ليون (نيويورك)
ليون (بالإنجليزية: Leon, New York)‏ هي بلدة أمريكية تقع في الولايات المتحدة في مقاطعة كاتاروغوس، نيويورك. يقدر عدد سكانها بـ 1,365 نسمة ومساحتها 94.0 كم2 وترتفع عن سطح البحر 450 متر.
الاسم مشتق من مملكة ليون السابقة في إسبانيا. تقع المدينة على الحدود الغربية للمقاطعة شمال غرب مدينة سالامانكا.

## التاريخ
تم استيطان المنطقة لأول مرة حوالي عام 1819. تأسست مدينة ليون في عام 1832 من جزء من مدينة كونيوانجو.
تم إدراج منزل ليون جرانج رقم 795 وكنيسة ليون المتحدة الميثودية في السجل الوطني للأماكن التاريخية.
افتتح مكتب بريد ليون، الرمز البريدي 14751، في 20 يونيو 1837. وأغلق في 24 يوليو 2010.

## الجغرافيا
وفقًا لمكتب تعداد الولايات المتحدة، تبلغ مساحة المدينة الإجمالية 36.2 ميلًا مربعًا (93.8 كيلومترًا مربعًا) ، منها 0.027 ميل مربع (0.07 كيلومتر مربع) أو 0.07٪ ماء.
الحد الغربي للمدينة هو حدود مقاطعة تشاوتاوكوا.
غدير كونيوانغو، أحد روافد نهر أليغني، يعبر الجزء الشمالي الغربي من المدينة، ويتدفق غدير ماد عبر الجزء الجنوبي من المدينة.
طريق الولايات المتحدة رقم 62 يعبر الجزء الغربي من المدينة.

### البلدات والمناطق المجاورة
تقع ليون جنوب مدينة دايتون وشمال بلدة كونيوانغو. تقع مدينة نيو ألبيون في الشرق. تشترك مدينة شيري كريك في مقاطعة تشاوتاوكوا في الحد الغربي.